# Championnat de Malte de football 1918-1919
Navigation
Saison précédente Saison suivante
La saison 1918-1919 de First Division Maltaise est la huitième édition de la première division maltaise.
Lors de cette saison, le Hamrun Spartans a tenté de conserver son titre de champion face aux quatre meilleurs clubs maltais lors d'une série de matchs se déroulant sur toute l'année.
Les cinq clubs participants au championnat ont été confrontés une fois aux quatre autres.
C'est le King's Own Malta Regiment qui a été sacré champion de Malte pour la première fois de son histoire.

## Les cinq clubs participants
| Club                      | Stade            | Capacité | Ville      |
| ------------------------- | ---------------- | -------- | ---------- |
| Malta Army                | -                | -        | La Valette |
| Hamrun United             | Victor Tedesco   | 6 000    | Hamrun     |
| King's Own Malta Regiment | -                | -        | La Valette |
| Sliema Amateurs           | Guze Fava Ground | 4 000    | Sliema     |
| Cospicua Rangers          | -                | -        | Bormla     |

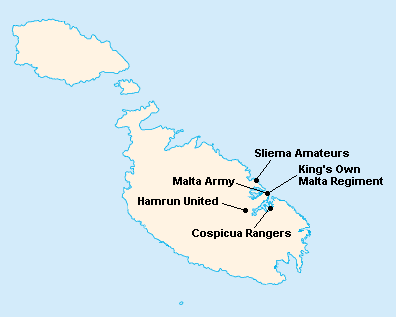
Localisation des clubs engagés dans le championnat.

L'île de Malte étant relativement petite, les clubs évoluent tous au stade National Ta'Qali (17 400 places). Certains cependant ont leur propre enceinte qu'ils peuvent éventuellement utiliser.

## Compétition

### Classement
| Rang | Équipe                        | Pts | J | G | N | P | Bp | Bc | Diff |
| ---- | ----------------------------- | --- | - | - | - | - | -- | -- | ---- |
| 1    | King's Own Malta Regiment (P) | 8   | 4 | 4 | 0 | 0 | 9  | 1  | +8   |
| 2    | Hamrun United (T)             | 6   | 4 | 3 | 0 | 1 | 6  | 4  | +2   |
| 3    | Malta Army (P)                | 2   | 4 | 1 | 0 | 3 | 5  | 5  | 0    |
| 4    | Sliema Amateurs               | 2   | 4 | 1 | 0 | 3 | 6  | 8  | -2   |
| 5    | Cospicua Rangers              | 2   | 4 | 1 | 0 | 3 | 0  | 8  | -8   |

| Légende : Qualifications et relégations | Légende : Qualifications et relégations                  |
| --------------------------------------- | -------------------------------------------------------- |
|                                         | Relégation en Second Division Maltaise                   |
|                                         | (T) : Tenant du titre 1917-1918 (P) : Promu en 1917-1918 |

## Bilan de la saison
| Tableau d'Honneur       |                           |
| Compétition             | Vainqueur                 |
| First Division Maltaise | King's Own Malta Regiment |

| Promotions et relégations            |                                                            |
| Relégués en Second Division Maltaise | Cospicua Rangers                                           |
| Promus de Second Division Maltaise   | Valletta United Cottonera United Marsa United Paola United |